# 广西教育出版社
广西教育出版社是1985年12月30日在南宁成立的一个主要出版文教书籍的出版社。年出书240种左右。有较大影响的图书有《中国民族教育史纲》、《中国民族史新编》、《现代汉语语体修辞学》、《初中语文读写训练实习教材》及“中国现代作家作品欣赏丛书”等。